# In der Aue bei Malsfeld
Mit dem Namen In der Aue bei Malsfeld wurde ein Auenbereich am Mittellauf der Fulda als ökologische Ausgleichsmaßnahme zur Kompensation der durch den Bau eines Containerbahnhofs entstandenen Eingriffe in die Natur und Landschaft neu gestaltet und im Jahr 2003 zum Naturschutzgebiet erklärt. Im Zentrum des geschützten Bereichs liegt eine Flutmulde, die einseitig wie ein Altarm an die Fulda angeschlossen ist. Das Gewässer wird umsäumt von Röhricht- und Schilfgesellschaften, Gehölzen, Busch- und Strauchbereichen, Grünland- und Sukzessionsflächen.

## Lage
Das Naturschutzgebiet befindet sich in dem „Melsunger Fuldatal“, das sich innerhalb des „Fulda-Werra-Berglands“ von Neumorschen bis Körle erstreckt und der naturräumlichen Haupteinheit des Osthessischen Berglands zugeordnet wird. Das geschützte Gebiet liegt östlich des Containerbahnhofs in der Gemarkung von Malsfeld, einer Gemeinde im nordhessischen Schwalm-Eder-Kreis. Die nordöstliche Grenze bildet die Fulda und am südwestlichen Rand verläuft der Fulda-Radweg .

## Entstehung
Als Ausgleichs- und Ersatzmaßnahme für die Bodenversiegelung beim Bau des Containerbahnhofs DUSS-Terminal Beiseförth wurden die Flächen im Jahr 1994 als Regenerationsgebiet einstweilig sichergestellt, um diesen für den Naturschutz als wertvoll angesehenen Bereich zu entwickeln und zu schützen. In diesem Rahmen durfte in dem schwer zugänglichen Gebiet zwischen Fulda und der Bahnstrecke von Bebra nach Kassel mit einem Verbot von Düngung und der Anwendung von Pflanzenschutzmittel das Grünland nur noch extensiv bewirtschaftet werden. Mit den Arbeiten zu der künstlichen Anlage eines Totarmes mit natürlichen Gewässerzonierungen wurde in der ersten Hälfte der 1990er Jahre begonnen. Es wurde versucht, Tümpel, Flutmulden und Flachwasserbereiche so zu gestalten, wie sie auch in einer natürlichen Auenlandschaft zu finden sind.

## Natur
Vor den Revitalisierungsmaßnahmen wurden die Flächen im Naturschutzgebiet landwirtschaftlich bearbeitet. Inzwischen werden sie nur noch teilweise extensiv bewirtschaftet, teilweise sind sie brachgefallen. Das Gebiet befindet sich heute im Zustand fortschreitender Sukzession und ein Mosaik aus verschiedenen aquatischen und terrestrischen Biotopen hat sich entwickelt. Die Grünlandflächen und Wiesenbrachen werden als relativ artenreich angesehen. In ihnen kommen Gewächse der extensiven Grünlandnutzung und der Saum- und Ruderalstauden vor, wie Vogelwicke, Kreuzlabkraut, Rainfarn, Beifuß, Kuckucks-Lichtnelke, Gamander-Ehrenpreis und der Feuchtezeiger Mädesüß. Gräser des Wirtschaftsgrünlandes wie Glatthafer, Knaulgras und Wiesen-Fuchsschwanz wachsen hier noch mit teilweise hoher Deckung.
Der angelegte Altarm wird von dichtem Weidengebüsch umgeben, dem stellenweise Röhrichtbestände vorgelagert sind. Im Bereich der Mündung wächst eine größere Schilfröhrichtfläche und am Ufer der Fulda ein Weiden-Galeriewald. Entlang der Gebietsgrenze zum Radweg wurden Gehölze frischer Standorte gepflanzt, vor allem Stieleiche, Esche, verschiedene heimische Ahornarten, Vogelkirsche, Haselnuss, Schwedische Mehlbeere und andere.
Zu den Vogelarten, die den Bereich als Brut- und Rastgebiet oder zur Nahrungssuche nutzen, gehören nach der Informationstafel von HessenForst Melsungen im Beobachtungsstand: Turmfalke, Mäusebussard, Rotmilan, Zwerg- und Haubentaucher, Grünfüßiges Teichhuhn, Blässhuhn, Gänsesäger und Graureiher. Im Jahr 1998 wurde eine Nistplattform im Schutzgebiet aufgestellt, die von Weißstorchpaaren zum Brüten belegt wird.

## Unterschutzstellung

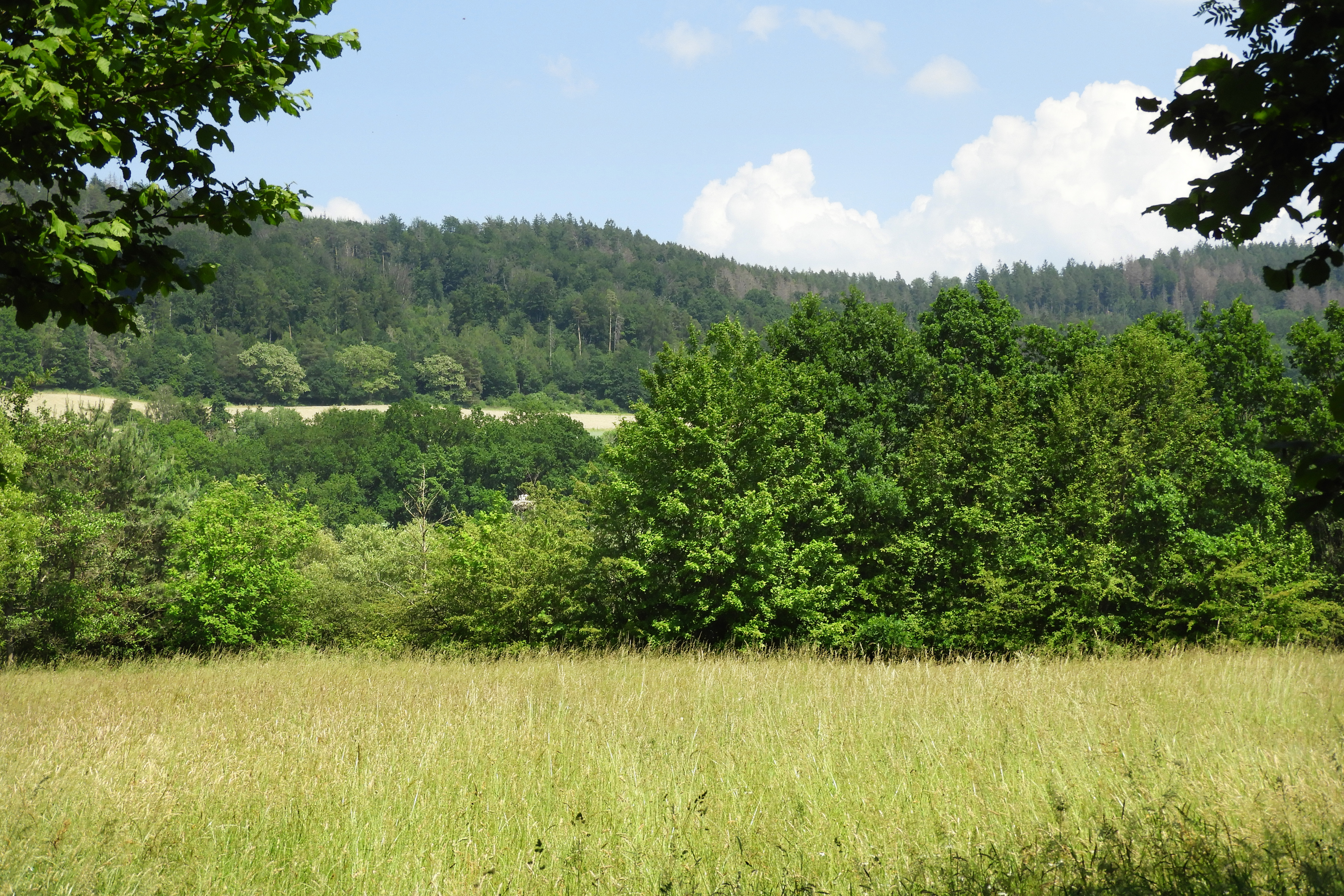
Blick vom Fulda-Radweg in das Naturschutzgebiet

Mit Verordnung vom 11. April 2003 der Oberen Naturschutzbehörde beim Regierungspräsidium in Kassel wurden der in der Fuldaaue angelegte Altarm mit den angrenzenden Grünflächen sowie das in Fließrichtung linke Ufer der Fulda zum Naturschutzgebiet erklärt. Der Zweck der Unterschutzstellung war, den Altarm mit seinen natürlichen Gewässerzonierungen als Brut-, Rast- und Nahrungsgebiet für bestandsgefährdete Vogelarten zu sichern. Das umgebende Grünland, der Uferstreifen und die Brachflächen, als ein in der Kulturlandschaft selten gewordener Feuchtbereich, sollte als Lebensraum für gefährdete Pflanzen- und Tierarten geschützt und entwickelt werden. Vorausgegangen war die einstweilige Sicherstellung als Regenerationsgebiet im Jahr 1993. Das Schutzgebiet mit einer Größe von 9,3 Hektar hat die nationale Kennung 1634034 und den WDPA-Code 318597.
Aus landschaftsästhetischen Gründen wird das Fuldatal als ein von Bebauung und weiterer größerer Erschließung freizuhaltender Raum angesehen und es ist nahezu komplett als Landschaftsschutzgebiet ausgewiesen. Der rund 9500 Hektar große „Auenverbund Fulda“, zu dem neben den Flächen im Schwalm-Eder-Kreis auch Bereiche im Landkreis Kassel, Vogelsbergkreis, Landkreis Hersfeld-Rotenburg und Landkreis Fulda gehören, hat die Sicherung der Fulda, einschließlich ihrer Zuflüsse, zum Schutzziel. Besonders die durch Überflutung gekennzeichneten Auen mit ihren durch den Wechsel zwischen Hoch- und Niedrigwasser geprägten Lebensgemeinschaften entlang der Gewässer sollen geschützt werden. Das Landschaftsschutzgebiet „Auenverbund Fulda“, das das Naturschutzgebiet an drei Seiten umschließt, hat die Kennung 2631002 und den WDPA-Code 378401.

## Touristische Erschließung
Das Naturschutzgebiet ist als ungestörte Ruhezone vorgesehen und kann nicht betreten werden. An seinem südwestlichen Rand verläuft der Hessische Radfernweg R1, der auch Fulda-Radweg genannt wird und einige Blicke in den geschützten Bereich ermöglicht. Eine gute Gelegenheit für Naturbeobachtungen bietet ein Aussichtsstand am südlichen Schutzgebietsende, von dem man die Wasserfläche und Teile der Aue einsehen kann. Hier informieren auch Schautafeln über die Vogelwelt im Gebiet.